# 蠣崎季繁
蠣崎 季繁（かきざき すえしげ）は、室町時代中期の武士。上之国花沢館（現在の北海道檜山郡上ノ国町）主。上国守護職。

## 略歴
若狭国の守護武田信繁の近親で、蝦夷地に渡って下之国安東政季の娘婿となり、蠣崎氏を名乗って花沢館に住んだとされるが、様々な伝承があり定かではない。
『新羅之記録』によれば、政季は康正2年（1456年）、分家で秋田郡の領主・秋田城介安東尭季（惟季）の招きに応じ秋田小鹿島（現秋田県男鹿市）に移る際に、茂別館主の安東家政（下国守護）、大館館主の下国定季（松前守護）、花沢館館主の季繁（上国守護）の3名を「守護」に任じたとされているが、実態は安東家政あるいは安東定季が一人守護として統括していたとする見解も出されている。
長禄元年（1457年）のコシャマインの戦いの際、客将・武田信広が和人軍の総大将としてこれを鎮圧したことから、養女（安東政季の娘）を嫁がせ家督を継がせたとされる。

## 系譜
- 父：不詳
- 母：不詳
- 室：安東政季娘
- 生母不明の子女
  - 男子：蠣崎信繁 - 早世?
- 養子
  - 女子：武田信広室 - 安東政季娘